# Limuzīns Jāņu nakts krāsā
Limuzīns Jāņu nakts krāsā is een Letse filmkomedie uit 1981 onder regie van Jānis Streičs.

## Verhaal
De oude tante Mirta woont alleen op het Letse platteland. Op een dag wint ze onverwachts een auto in de loterij. Ineens duiken er overal verwanten op, die ze in jaren niet meer gezien heeft en die allemaal geïnteresseerd zijn in de erfenis.

## Rolverdeling
| Acteur           | Personage         |
| ---------------- | ----------------- |
| Gundars Abolinš  | Ugis Tuters       |
| Romualds Ancans  | Jazeps            |
| Lilita Berzina   | Tante Mirta       |
| Olga Drege       | Dagnija Tutere    |
| Uldis Dumpis     | Eriks Tuters      |
| Baiba Indriksone | Olita Spreslina   |
| Boleslavs Ružs   | Viktors Spreslinš |
| Evalds Valters   | Pigalu Pridis     |
| Diana Zande      | Lasma Spreslina   |